# روبن أرمسترونغ
روبن أرمسترونغ (بالإنجليزية: Robin Armstrong)‏ هو طبيب أمريكي، ولد في 22 أبريل 1969 في تكساس سيتي في الولايات المتحدة.